# Ardisia violacea
Ardisia violacea (T.Suzuki) W.Z.Fang & K.Yao – gatunek roślin z rodziny pierwiosnkowatych (Primulaceae). Występuje naturalnie na Tajwanie. 

## Morfologia
PokrójZimozielony półkrzew dorastający do 0,3 m wysokości, tworzący kłącza.
LiścieBlaszka liściowa ma owalny lub lancetowaty kształt. Mierzy 2–6,5 cm długości oraz 0,6–1,9 cm szerokości, jest piłkowana na brzegu, ma tępą lub sercowatą nasadę i ostry lub tępy wierzchołek. Ogonek liściowy jest nagi i ma 2–3 mm długości.
KwiatyZebrane w wierzchotkach przypominających baldachy, wyrastają z kątów pędów.
OwocPestkowce mierzące 6 mm średnicy, o kulistym kształcie i czerwonej barwie.

## Biologia i ekologia
Rośnie w lasach oraz na terenach bagnistych. Występuje na wysokości od 700 do 1100 m n.p.m.